# SC Rot-Weiß Oberhausen-Rhld. 1904 1979-1980
Questa voce raccoglie le informazioni riguardanti il SC Rot-Weiß Oberhausen-Rhld. 1904 nelle competizioni ufficiali della stagione 1979-1980.

## Stagione
Nella stagione 1979-1980 il Rot Weiss Oberhausen, allenato da Manfred Rummel, concluse il campionato di 2. Bundesliga al 15º posto.

## Rosa
| N. |                     | Ruolo | Calciatore           |
| -- | ------------------- | ----- | -------------------- |
|    | Germania (bandiera) | P     | Wilfried Mackscheidt |
|    | Germania (bandiera) | P     | Heinz Wewers         |
|    | Germania (bandiera) | D     | Ernst Bachmann       |
|    | Germania (bandiera) | D     | Uwe Brock            |
|    | Germania (bandiera) | D     | Michael Brocker      |
|    | Germania (bandiera) | D     | Dieter Dech          |
|    | Germania (bandiera) | D     | Dieter Hentschel     |
|    | Germania (bandiera) | D     | Jochen Kamps         |
|    | Germania (bandiera) | D     | Ralf Quabeck         |
|    | Germania (bandiera) | D     | Ernst Savkovic       |
|    | Germania (bandiera) | C     | Helmut Buhsfeld      |

| N. |                     | Ruolo | Calciatore        |
| -- | ------------------- | ----- | ----------------- |
|    | Germania (bandiera) | C     | Remo Dombrowski   |
|    | Germania (bandiera) | C     | Jürgen Halbe      |
|    | Germania (bandiera) | C     | Ralf Hörstgen     |
|    | Germania (bandiera) | C     | Helmut Wagner     |
|    | Germania (bandiera) | C     | Werner Wildhagen  |
|    | Germania (bandiera) | A     | Norbert Bodden    |
|    | Tunisia (bandiera)  | A     | Faouzi Dahmani    |
|    | Germania (bandiera) | A     | Jürgen Nabrotzki  |
|    | Germania (bandiera) | A     | Günter Pangerl    |
|    | Germania (bandiera) | A     | Reinhard Skandera |

## Organigramma societario
Area tecnica
- Allenatore: Toni Burghardt, Manfred Rummel
- Allenatore in seconda:
- Preparatore dei portieri:
- Preparatori atletici:

## Calciomercato

### Sessione estiva
| Acquisti | Acquisti         | Acquisti | Acquisti |
| R.       | Nome             | da       | Modalità |
| -------- | ---------------- | -------- | -------- |
| D        | Michael Brocker  | Duisburg |          |
| A        | Jürgen Nabrotzki | Bocholt  |          |

| Cessioni | Cessioni | Cessioni | Cessioni |
| R.       | Nome     | a        | Modalità |
| -------- | -------- | -------- | -------- |

### Sessione invernale
| Acquisti | Acquisti | Acquisti | Acquisti |
| R.       | Nome     | da       | Modalità |
| -------- | -------- | -------- | -------- |

| Cessioni | Cessioni | Cessioni | Cessioni |
| R.       | Nome     | a        | Modalità |
| -------- | -------- | -------- | -------- |

## Risultati

### 2. Bundesliga

#### Girone di andata
| Arbitro: | Kespohl |

|                  |           |                   |
| Dupke 77’ (rig.) | Marcatori | 34’, 39’ Buhsfeld |

| Arbitro: | Rieb |

|                                             |           |  |
| Halbe 13’ Nabrotzki 14’ Bachmann 89’ (rig.) | Marcatori |  |

| Arbitro: | Prinz |

|            |           |                           |
| Krüger 47’ | Marcatori | 39’ Buhsfeld 82’ Bachmann |

| Oberhausen 18 agosto 1979 4ª giornata | RW Oberhausen | 0 – 0 referto | Union Solingen | Niederrheinstadion (8 000 spett.)\| Arbitro: \| Möller \| |
| Arbitro:                              | Möller        |               |                |                                                           |

| Arbitro: | Redelfs |

|                          |           |               |
| Peter 64’ Lücke 78’, 83’ | Marcatori | 21’ Nabrotzki |

| Arbitro: | Wippker |

|              |           |  |
| Buhsfeld 70’ | Marcatori |  |

| Arbitro: | Wichmann |

|                                |           |               |
| Clute-Simon 59’, 88’ Balke 86’ | Marcatori | 52’ Nabrotzki |

| Oberhausen 15 settembre 1979 8ª giornata | RW Oberhausen | 0 – 0 referto | Osnabrück | Niederrheinstadion (4 000 spett.)\| Arbitro: \| Meijerink \| |
| Arbitro:                                 | Meijerink     |               |           |                                                              |

| Arbitro: | Heitmann |

|                                                                          |           |                      |
| Ziegert 9’ Schilling 26’, 87’ (rig.) Stolzenburg 41’ Hochheimer 45’, 75’ | Marcatori | 59’ (rig.) Nabrotzki |

| Arbitro: | Retzmann |

|               |           |                      |
| Nabrotzki 25’ | Marcatori | 26’, 38’ (rig.) Mill |

| Arbitro: | Ahlenfelder |

|  |           |             |
|  | Marcatori | 84’ Schütte |

| Arbitro: | Niemann |

|                               |           |                       |
| Schatzschneider 23’, 26’, 62’ | Marcatori | 45’ Quabeck 50’ Halbe |

| Arbitro: | Eschweiler |

|                  |           |  |
| Halbe 88’ (rig.) | Marcatori |  |

| Arbitro: | Reichmann |

|                                            |           |               |
| Ochmann 15’, 28’ Jendrossek 20’ Albert 44’ | Marcatori | 84’ Nabrotzki |

| Arbitro: | Uhlig |

|              |           |              |
| Skandera 60’ | Marcatori | 44’ Schuster |

| Arbitro: | Roth |

|            |           |  |
| Hammes 69’ | Marcatori |  |

| Arbitro: | Zittrich |

|                                             |           |           |
| Nabrotzki 21’ Skandera 28’, 75’ Dahmani 78’ | Marcatori | 16’ Korte |

| Arbitro: | Wahmann |

|                    |           |  |
| Kaemmer 47’ (rig.) | Marcatori |  |

| Arbitro: | Barnick |

|              |           |                             |
| Skandera 12’ | Marcatori | 67’ Krumbein 72’, 76’ Diers |

#### Girone di ritorno
| Oberhausen 18 gennaio 1980 20ª giornata | RW Oberhausen | 0 – 0 referto | Wuppertal | Niederrheinstadion (1 000 spett.)\| Arbitro: \| Teichert \| |
| Arbitro:                                | Teichert      |               |           |                                                             |

| Arbitro: | Eschenbach |

|  |           |             |
|  | Marcatori | 90’ Dahmani |

| Arbitro: | Kespohl |

|                          |           |              |
| Buhsfeld 21’ Dahmani 65’ | Marcatori | 61’ Behrends |

| Arbitro: | Eschweiler |

|                     |           |  |
| Lenz 3’ Seegler 66’ | Marcatori |  |

| Arbitro: | Retzmann |

|             |           |  |
| Dahmani 17’ | Marcatori |  |

| Arbitro: | Eggers |

|                                                                |           |                  |
| Peitsch 21’ (rig.) Eilenfeldt 40’ Schröder 72’ Schock 83’, 88’ | Marcatori | 63’ (rig.) Halbe |

| Arbitro: | Vordanz |

|           |           |                              |
| Halbe 67’ | Marcatori | 10’ Sinnigen 48’ Clute-Simon |

| Arbitro: | Lins |

|  |           |           |
|  | Marcatori | 83’ Halbe |

| Arbitro: | Malbranc |

|                                    |           |  |
| Skandera 21’ Halbe 68’, 78’ (rig.) | Marcatori |  |

| Arbitro: | Kohnen |

|                               |           |              |
| Herget 43’ Mannebach 46’, 81’ | Marcatori | 80’ Buhsfeld |

| Münster 11 aprile 1980 30ª giornata | Preußen Münster | 0 – 0 referto | RW Oberhausen | Preußenstadion (2 000 spett.)\| Arbitro: \| Gabor \| |
| Arbitro:                            | Gabor           |               |               |                                                      |

| Arbitro: | Assenmacher |

|  |           |                                         |
|  | Marcatori | 13’, 50’, 86’ Schatzschneider 27’ Sagna |

| Arbitro: | Horstmann |

|                           |           |                         |
| Holtkamp 42’ Petković 52’ | Marcatori | 36’ Quabeck 38’ Dahmani |

| Arbitro: | Zittrich |

|                                                      |           |                            |
| Halbe 6’ (rig.), 86’ (rig.) Quabeck 10’ Buhsfeld 61’ | Marcatori | 36’ Jendrossek 42’ Lüttges |

| Arbitro: | Fiene |

|                                                                      |           |                         |
| Stegmayer 21’, 85’ Lütkebohmert 28’ Mödrath 38’, 80’ (rig.) Gede 57’ | Marcatori | 9’ Dahmani 24’ Buhsfeld |

| Arbitro: | Rieb |

|           |           |            |
| Halbe 36’ | Marcatori | 72’ Jakobs |

| Arbitro: | Kopka |

|                                                  |           |  |
| Wehmeier 24’, 85’ Bittner 42’ (rig.) Pallaks 79’ | Marcatori |  |

| Arbitro: | Wichmann |

|                            |           |         |
| Halbe 9’ (rig.) Bodden 67’ | Marcatori | 4’ Linz |

| Arbitro: | Uhlig |

|                                     |           |                              |
| Krumbein 3’ Poesger 69’ (rig.), 90’ | Marcatori | 58’ Brocker 62’ (rig.) Halbe |

## Statistiche

### Statistiche di squadra
| Competizione  | Punti | In casa | In casa | In casa | In casa | In casa | In casa | In trasferta | In trasferta | In trasferta | In trasferta | In trasferta | In trasferta | Totale | Totale | Totale | Totale | Totale | Totale | DR  |
| Competizione  | Punti | G       | V       | N       | P       | Gf      | Gs      | G            | V            | N            | P            | Gf           | Gs           | G      | V      | N      | P      | Gf     | Gs     | DR  |
| ------------- | ----- | ------- | ------- | ------- | ------- | ------- | ------- | ------------ | ------------ | ------------ | ------------ | ------------ | ------------ | ------ | ------ | ------ | ------ | ------ | ------ | --- |
| 2. Bundesliga | 33    | 19      | 9       | 5       | 5       | 26      | 19      | 19           | 4            | 2            | 13           | 20           | 48           | 38     | 13     | 7      | 18     | 46     | 67     | -21 |
| Totale        | 33    | 19      | 9       | 5       | 5       | 26      | 19      | 19           | 4            | 2            | 13           | 20           | 48           | 38     | 13     | 7      | 18     | 46     | 67     | -21 |

### Andamento in campionato
| Giornata  | 1 | 2 | 3 | 4 | 5 | 6 | 7 | 8 | 9  | 10 | 11 | 12 | 13 | 14 | 15 | 16 | 17 | 18 | 19 | 20 | 21 | 22 | 23 | 24 | 25 | 26 | 27 | 28 | 29 | 30 | 31 | 32 | 33 | 34 | 35 | 36 | 37 | 38 |
| --------- | - | - | - | - | - | - | - | - | -- | -- | -- | -- | -- | -- | -- | -- | -- | -- | -- | -- | -- | -- | -- | -- | -- | -- | -- | -- | -- | -- | -- | -- | -- | -- | -- | -- | -- | -- |
| Luogo     | T | C | T | C | T | C | T | C | T  | C  | C  | T  | C  | T  | C  | T  | C  | T  | C  | C  | T  | C  | T  | C  | T  | C  | T  | C  | T  | T  | C  | T  | C  | T  | C  | T  | C  | T  |
| Risultato | V | V | V | N | P | V | P | N | P  | P  | P  | P  | V  | P  | N  | P  | V  | P  | P  | N  | V  | V  | P  | V  | P  | P  | V  | V  | P  | N  | P  | N  | V  | P  | N  | P  | V  | P  |
| Posizione | 5 | 1 | 1 | 1 | 5 | 5 | 6 | 7 | 11 | 13 | 15 | 15 | 13 | 13 | 13 | 14 | 13 | 15 | 15 | 15 | 15 | 14 | 15 | 14 | 15 | 15 | 15 | 12 | 13 | 13 | 14 | 13 | 12 | 14 | 15 | 15 | 14 | 15 |

Legenda:

Luogo: C = Casa; T = Trasferta. Risultato: V = Vittoria; N = Pareggio; P = Sconfitta.

### Statistiche dei giocatori
| E. Bachmann    | 21 | 2  | 5 | 0 |
| N. Bodden      | 13 | 1  | 0 | 0 |
| U. Brock       | 9  | 0  | 0 | 0 |
| M. Brocker     | 13 | 1  | 1 | 0 |
| H. Buhsfeld    | 35 | 8  | 3 | 0 |
| F. Dahmani     | 35 | 6  | 1 | 0 |
| D. Dech        | 38 | 0  | 0 | 0 |
| R. Dombrowski  | 0  | 0  | 0 | 0 |
| J. Halbe       | 35 | 13 | 3 | 0 |
| D. Hentschel   | 30 | 0  | 1 | 0 |
| R. Hörstgen    | 0  | 0  | 0 | 0 |
| J. Kamps       | 31 | 0  | 4 | 0 |
| W. Mackscheidt | 36 | 0  | 0 | 0 |
| J. Nabrotzki   | 21 | 7  | 1 | 0 |
| G. Pangerl     | 1  | 0  | 0 | 0 |
| R. Quabeck     | 37 | 3  | 5 | 0 |
| E. Savkovic    | 31 | 0  | 4 | 0 |
| R. Skandera    | 26 | 5  | 4 | 0 |
| H. Wagner      | 24 | 0  | 1 | 0 |
| H. Wewers      | 3  | 0  | 0 | 0 |
| W. Wildhagen   | 29 | 0  | 2 | 0 |